# Telenomus hysteropteri
Telenomus hysteropteri is een vliesvleugelig insect uit de familie van de Scelionidae. De wetenschappelijke naam van de soort is voor het eerst geldig gepubliceerd in 1975 door Bin.